# Trifolium palaestinum
Trifolium palaestinum är en ärtväxtart som beskrevs av Pierre Edmond Boissier. Trifolium palaestinum ingår i släktet klövrar, och familjen ärtväxter. Inga underarter finns listade i Catalogue of Life.